# دانشگاه سوربن
دانشگاه سوربن (به فرانسوی: Sorbonne Université) یک دانشگاه تحقیقاتی دولتی در شهر پاریس پایتخت فرانسه است که از به‌هم پیوستن دانشگاه پاریس-سوربن و دانشگاه پیر و ماری کوری تشکیل شده‌است. این دو دانشگاه از وارثان دانشگاه تاریخی سوربن بودند که در سال ۱۹۷۰ منحل شد.
دولت فرانسه قانون تلفیق دو دانشگاه را در تاریخ ۲۱ آوریل ۲۰۱۷ تأیید کرد و دو دانشگاه از آغاز سال ۲۰۱۸ میلادی رسماً به هم پیوسته و دانشگاه سوربن را پدیدآوردند.

## نگارخانه

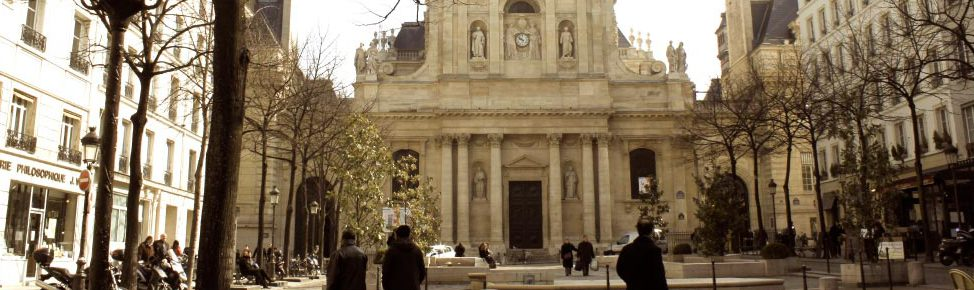
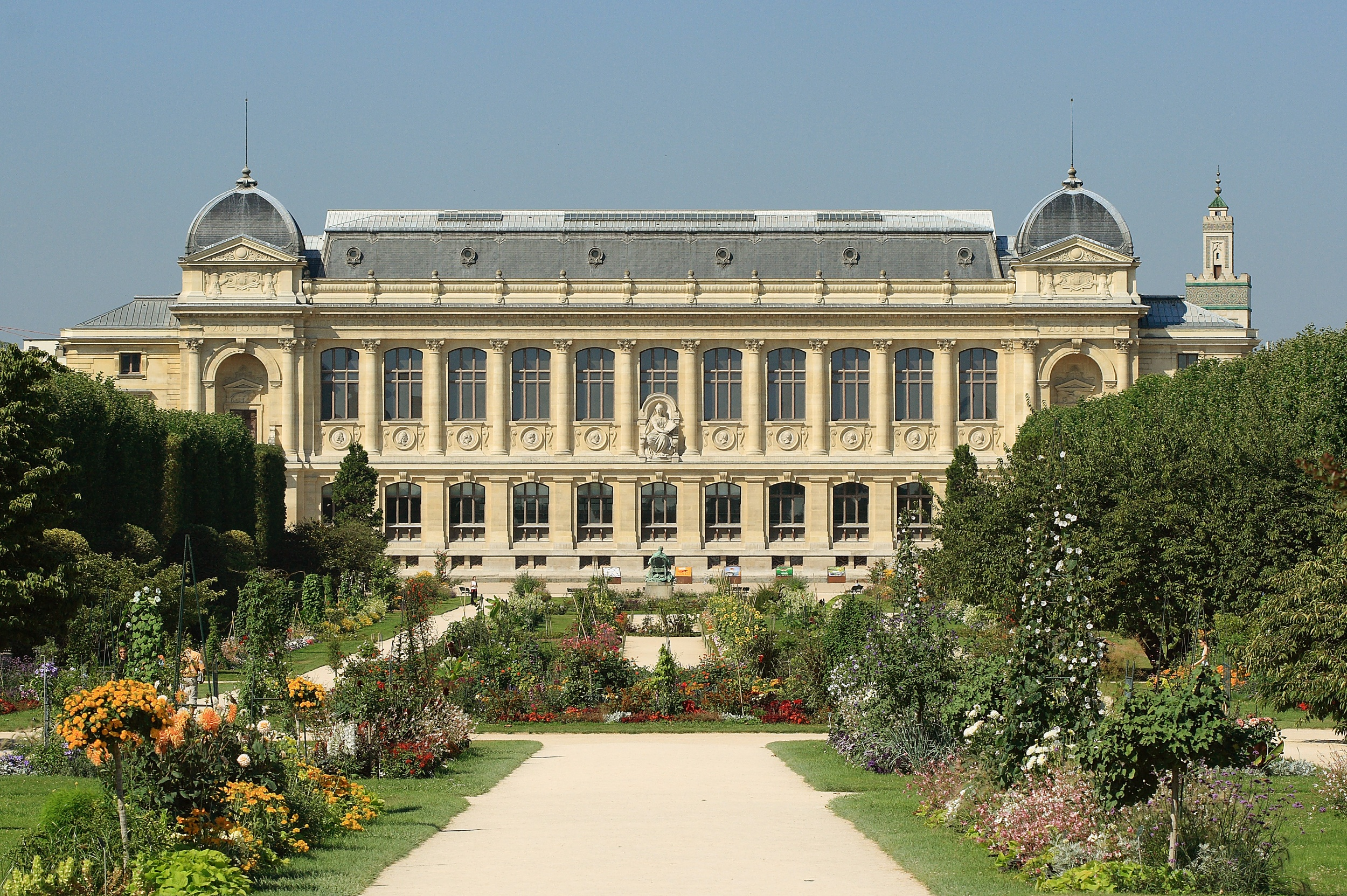
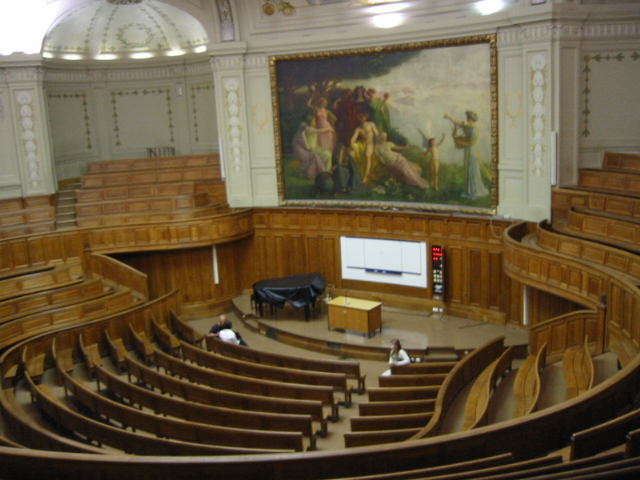